# Pierre Chatillon
Pierre Chatillon, né à Nicolet au Québec le 6 janvier 1939 , est un poète, romancier, nouvelliste, essayiste, compositeur et créateur de parcs  québécois.

## Biographie
Pierre Chatillon est né à Nicolet, dans une famille de musiciens — son père, sa mère, son grand-père, son arrière-grand-père l'étaient tous.
Il obtient un baccalauréat en arts à l'Université de Sherbrooke en 1960, ainsi qu'une maîtrise en lettres à l'Université de Montréal en 1961. Par la suite, il séjournera trois ans — de 1961 à 1964 — à Paris où il étudiera la littérature à la Sorbonne.
Écrivain prolifique, il ne cesse jamais de faire paraître de nouveaux ouvrages. Il est professeur à l’Université du Québec à Trois-Rivières, de 1968 à 1996.
En 1998, il crée, à Nicolet, le parc littéraire L’arbre de mots. « De chaque côté d’un sentier qui serpente sous les pins, les visiteurs peuvent lire, sur des plaques disposées sur des lutrins en acier, des textes d’une trentaine d’écrivains qui ont fait leurs études, qui ont vécu ou qui vivent à Nicolet. Six sculptures en acier représentant, grandeur nature, des personnages littéraires, constituent la principale attraction du parc. »
Son intention, en concevant cette installation dans l'espace public, est de rendre accessible la poésie. Il dira à ce propos : « À mon sens, la poésie n'est pas réservée à une élite. Il faut que les poèmes soient accessibles. » Ce à quoi il ajoutera : « J'ai voulu que ce soit gratuit pour que tout le monde puisse venir voir les sculptures et lire des poèmes. C'est très accessible, même pour les personnes qui n'ont jamais lu de poésie. Je voulais et je veux encore que la poésie soit aimée et l'amener vers les gens. Je veux partager mon amour de la poésie avec les autres. » 
En 2005, il fait installer, dans le parc des lilas de Bécancour, trois grandes sculptures intitulées Les Oiseaux-poèmes.
Il organise plusieurs spectacles au cours desquels il récite ses poèmes en les actant, interprète ses propres chansons et joue du saxophone et d’un instrument appelé jeu de bouteilles qui avait été construit par son grand-père.
Il a collaboré à plusieurs revues dont Études françaises, Nord, Liberté, Les Écrits du Canada français, Estuaire, etc.
À partir de 2005, il se met à composer d’innombrables pièces musicales (plus de 40 quatuors) et des chansons. Il produit six CD : Air pour Claire, Les oiseaux, La réincarnation, Le soleil, Le voilier, La victoire. En 2005, également, il fait paraître son autobiographie intitulée Le Château de sable.
En 2019, l'École Nationale de la Poésie de Trois-Rivières crée le Prix national de poésie Pierre Chatillon.

### Poésie
- Les Cris, Montréal, éditions du Jour, 1968. 96 p.  (ISBN 9782896452484)
- Soleil de bivouac, Montréal, éditions du Jour, 1969, 93 p.
- Le Mangeur de neige, Montréal, éditions du Jour, 1973, 121 p.  (ISBN 9782896452262)
- Poèmes, rétrospective des poèmes (1956-1982) regroupant Les Cris, Le Livre de l'herbe, Le Livre du soleil, Soleil de bivouac, Poèmes posthumes, Blues, Le Mangeur de neige, Le Château fort du feu, Le beau jour jaune, Le Printemps, Nuit fruit fendu, L'Oiseau rivière, Amoureuses, Saint-Lambert, éditions du Noroît, 1983, 347 p.  (ISBN 2890180816)
- Le Violon vert, Trois-Rivières, écrits des Forges, 1987, 92 p.  (ISBN 2890461076)
- L'Arbre de mots, Trois-Rivières, écrits des Forges, 1988, 79 p.  (ISBN 2890461386)
- Le Violon soleil, Trois-Rivières, écrits des Forges, 1990, 86 p.  (ISBN 2890462005)
- L'Ombre d'or, Trois-Rivières, écrits des Forges, 1993, 101 p.  (ISBN 2890463052)
- La Porte du soleil, Trois-Rivières, écrits des Forges, 1997, 164 p.  (ISBN 2890464415)
- Amoureuses (volume regroupant les poèmes d'amour écrits entre 1958 et 1998), Trois-Rivières, écrits des Forges, 1999, 153 p.  (ISBN 2890465330)
- Les Chants, Trois-Rivières, écrits des Forges, 2001, 105 p.  (ISBN 2890466558)
- L'Éternîle (illustrés par Julia Pawlowicz), Québec, Le loup de gouttière, 2002, 92 p.  (ISBN 2895290741)
- Le Livre de la lumière, Trois-Rivières, écrits des Forges, 2003, 88 p.  (ISBN 2890467953)
- Les Ailes de la mer, Trois-Rivières, écrits des Forges, 2006, 97 p.  (ISBN 2890469662)
- L'Homme aurore, Trois-Rivières, écrits des Forges, 2008, 102 p.  (ISBN 9782896450763)
- À vol de mots, Trois-Rivières, écrits des Forges, 2010, 102 p.  (ISBN 9782896451692)
- Facing the Sea, Selected Poems, Sarasota, The Peppertree Press, 2011, 70 p.  (ISBN 1936343908)

### Romans, nouvelles
- Le Journal d'automne de Placide Mortel, Montréal, éditions du Jour, 1970, 110 p.
- La Mort rousse, Montréal, éditions du Jour, 1974, 243 p.  (ISBN 2894481004)
- Le Fou, Montréal, éditions du Jour, 1975, 107 p.  (ISBN 077600686X)
- L'Île aux fantômes (précédé de Le journal d'automne), Montréal, éditions du Jour, 1977, 194 p.  (ISBN 2760403297)
- Philédor Beausoleil, Paris, éditions Robert Laffont et Montréal, éditions Leméac 1978, 184 p.  (ISBN 2891112210)
- La Fille arc-en-ciel, Montréal, éditions Libre Expression, 1983, 215 p.  (ISBN 289111129X)
- La Vie en fleurs, Montréal, XYZ éditeur, 1988, 139 p.  (ISBN 2892610141)
- L'Atlantidien, Saint-Lambert, éditions Héritage, 1991, 189 p.
- L'enfance est une île, Montréal, éditions Triptyque, 1997, 182 p.  (ISBN 2890312607)
- Île était une fois, Montréal, XYZ éditeur, 2007, 234 p.  (ISBN 9782892615067)

### Essais
- Grands arbres ce matin, anthologie des écrivain(e)s ayant vécu ou étudié à Nicolet, Nicolet, Les éditions Grands Arbres, 1998, 222 p.  (ISBN 2980587508)
- Le mal-né, seize études sur la poésie québécoise, Québec, Presses de l'Université du Québec, 2004, 235 p.  (ISBN 2760513009)
- Noyades et naufrages, essais sur le roman et la poésie québécoise de 1970 à 2000, Montréal, Fondation Fleur de Lys, 2007, 297 p.  (ISBN 2896122818)
- Les fils du feu, essais sur le mythe de Prométhée, les descentes aux enfers, Mary Oliver et Sylvia Plath, Montréal, Fondation Fleur de Lys, 2012, 232 p.  (ISBN 9782896124152)

### Autobiographie
- Le Château de sable, une vie d'écrivain, Ottawa, éditions David, 2005, 404 p.  (ISBN 2895970424)

## Discographie
- Air pour Claire, CD comprenant Air pour Claire, La gigue, Promenade, La fanfare, Le cardinal, Le feu d'artifice, œuvres interprétées par le quatuor de saxophones Andran :  Jacques Larocque, soprano, Andrée-Anne St-Germain, alto, Marc Gélinas, ténor, Andréanne Deschênes, baryton. Bécancour, 2006. Éditions Grands Arbres[5].
- Les oiseaux, CD comprenant J'ai perdu un oiseau, Jour d'été, Les oiseaux, Jour de juin (quatuors pour flûte et cordes); Le cri et La danse (quatuors pour clarinette et cordes) interprétés par Amélie Brodeur, flûte, Catherine Bussières, alto, Renée-Claude Perreault, violon, Michel Pilote, clarinette et François Toutant, violoncelle. Bécancour, 2007.Éditions Grands Arbres[5].
- La réincarnation chansons de Pierre Chatillon interprétées par l'auteur, accompagné par Gilles Hamelin au clavier et Réal Bergeron à la guitare. Bécancour, 2007. Éditions Grands Arbres[5].
- Le soleil, CD comprenant Nostalgie, Le soleil, Crépuscule (trios pour piano et cordes); L'oiseau moqueur, L'éclipse, La plainte (quatuors pour flûte et cordes); Deux valses, interprétés par Antoine Bareil, violon, Amélie Brodeur, flûte, Michel Kozlovsky, piano, Sarah Martineau, alto, François Toutant, violoncelle. Bécancour, 2010. Éditions Grands Arbres[5].
- Le voilier, chansons de Pierre Chatillon interprétées par l'auteur, accompagné par Gilles Hamelin au clavier et Réal Bergeron à la guitare. Bécancour, 2012. Éditions Grands Arbres[5].
- La victoire CD comprenant Septembre, La jeunesse, Le départ, Le miroir (trios pour piano et cordes); La victoire, Lumière sur la mer (quatuors pour flûte et cordes); Cantabile, sonate pour clarinette et guitare. Interprètes: Antoine Bareil, violon, Amélie Brodeur, flûte, Sébastien Deshaies, guitare, Denis Doucet, clarinette, Michel Kozlovsky, piano, Sarah Martineau, alto, Renée-Claude Perreault, violon, François Toutant, violoncelle. Bécancour, 2012. Éditions Grands Arbres[5].

## Installations
- Le 24 juin 1998, Pierre Chatillon a créé, à Nicolet, le parc littéraire L'arbre de mots.
- En 2005, il a fait installer, dans le parc des lilas de Bécancour, trois œuvres en aluminium intitulées : Les oiseaux-poèmes.

## Prix et honneurs
- 1987 : Grand Prix de la Ville de Trois-Rivières, pour l'ensemble de son œuvre[1]
- 2000 : Prix Lionel-Groulx, pour l'ensemble de son œuvre[1]
- 2005 : Prix Adagio du Salon du livre de Trois-Rivières[1]
- 2005 : Prix d'excellence en littérature du Conseil de développement culturel du Centre-du-Québec[1]
- 2019 : Création du Prix national Pierre Chatillon[4]